# Клаус фон Штауфенберг
Гроф Клаус Филип Марија Шенк фон Штауфенберг (Јетинген-Шепах, 15. новембар 1907 — Берлин, 20. јул 1944) је био немачки аристократа и армијски пуковник током Другог светског рата. Био је једна од главних фигура у јулској завери да се убије Адолф Хитлер.
По избијању Другог светског рата распоређен на Источни фронт као официр Вермахта, где није могао да поднесе злодела припадника СС-одреда над Русима и Јеврејима у Украјини, због чега бива пребачен у Ромелов Афрички корпус. На том фронту губи лево око и десну руку. Са поразима у Африци и на Источном фронту, као официр који никада није био члан Нацистичке партије, схватио је да Немачка срља у пропаст и спрема се да изврши државни удар (настојећи да око себе окупи Ервина Ромела, Лудвига Бека итд).
Као старији штабни официр Вермахта, са уредним приступом Хитлеру на његовим састанцима, Штауфенберг је преузео главну улогу у завери. Њему је дат задатак да подметне ташну, у којој су били спаковани експлозив и временски механизам, поред Хитлера у његовој колиби за састанке у војној врховној команди у Вулфшанцеу близу Растенбурга, Источна Пруска (данас Кентшин, Пољска).
Иако је четворо људи убијено и скоро сви присутни су рањени, Хитлер је само лакше рањен. Штауфенберг је ухапшен и пресуђено му је истог дана, а погубљен је пола сата после поноћи. Многи завереници су такође погубљени наредних дана.
Данас, због своје кључне улоге коју је одиграо у 20. јулској завери, Штауфенберг се слави као немачки национални херој и симбол немачког отпора нацистичком режиму. Бројне улице и тргови су названи по њему. Дом Ган је такође написао поему Штауфенберг у његову част.

## Војничка каријера
Штауфенберг је рођен као трећи од тројице синова (друга двојица су била Бертолд и Александар) у Јетингену у Швабији близу Улма, у краљевству Баварска у једној од најстаријих и најцењенијих аристократских јужнонемачких католичких породица.
Његов отац је био гроф Алфред фон Штауфенберг, последњи оберхофмаршал краљевине Виртемберг и Каролине фон Ухкул-Гиленбранд. Међу њиховим прецима је било неколико познатих Пруса, укључујући најпознатијег Аугуста фон Гнајзенауа.
Његово презиме показује на царску планину и замак Штауфенберг. Клаус је био врло образован и нагињао је књижевности, али се на крају посветио војничкој каријери. Придружио се породичном пуку у Бамбергу, 17. коњичком пуку 1926. године.
То је такође било време када је Албрехт фон Блументал представио њега и Бертолда утицајном кругу око песника Стефана Георга, из кога су на крају потицали многи припадници немачког покрета отпора. Адолф Хитлер је 1933. године дошао на власт и док су неки ставови Нацистичке странке били одвратни, Штауфенберг није од почетка био у потпуној опозицији њиховим идејама, посебно у погледу национализма.
Ипак, након Кристалне ноћи новембра 1938, осетио је велику срамоту која је нанета Немачкој и то је дубоко повредило његов осећај морала и правде. Систематско малтретирање Јевреја и потискивање религије у Немачкој су учинили Штауфенберга као католика све више противником нациста.
У војсци је пробијао себи пут и 1. јануара 1937. је именован за капетана, чин који ће држати наредних шест година. Његов пук је постао део Шесте оклопне дивизије и био је умешан у окупације Судетске области и, када је избио рат, у пољској, француској и совјетској кампањи. На крају француске кампање (31. мај 1940) одликован је Гвозденим крстом првог реда.
Унапређен је у потпуковника 1. јануара 1943. године и ускоро пребачен на Северноафрички фронт. Ту је, док је истраживао нови командни положај, његово возило спазио британски авион и тешко га је ранио. Провео је три месеца у болници и изгубио је лево око, десну руку и четврти и пети прст на левој руци, иако се касније шалио да би тешко знао шта би урадио да је имао свих десет прстију.
Док му је његов ујак гроф Николаус фон Укскул пришао са предлогом да ступи у покрет отпора након пољске кампање 1939, Штауфенбергова савест и религијска убеђења су већ захтевали да делује.
У почетку се осећао беспомоћним пошто није био на позицији да помогне организовање пуча, али је коначно 1943, након опоравка од рана, постављен за штабног официра у Резервној армији чије је седиште било у улици Бендерштрасе у Берлину.
Овде је један од његових претпостављених био генерал Фридрих Олбрихт, ангажован у покрету отпора. У Резервној армији су имали јединствену могућност да изврше пуч, пошто је једна од њених функција била Операција Валкира. Ово је била могућност у случају нужде која је дозвољавала Резервној армији да преузме контролу над Рајхом у случају унутрашњих немира када су комуникације са војном врховном командом биле блокиране.
Иронично је да је план Валкира одобрио сам Хитлер и сада је он постајао средство његовог уклањања са власти.

## 20. јулска завера
Док је Штауфенбергов план захтевао да он буде у штабу у улици Бендер да телефонира редовним јединицама Вермахта које су биле у Немачкој да ухапсе вође политичких организација, као што су били Служба безбедности и Гестапо, на крају је Штауфенберг био једини од завереника који је имао уредан приступ Хитлеру.
Чак и са само три преостала прста, Штауфенберг, у 1944. унапређен у пуковника, је пристао да изврши убиство немачког фирера. Торба пуковника фон Штауфенберга је била напуњена експлозивом и малим часовником. Он је ушао у салу за састанке у којој је Хитлер био присутан, поставио ташну испод стола, изјавио да мора да обави хитан телефонски позив за Берлин и брзо напустио собу. Чекао је у оближњем склоништу до експлозије која је разнела колибу. Према ономе што је видео, био је убеђен да нико није могао да је преживи. Иако је четворо људи убијено и скоро сви присутни рањени, Хитлер је био само лакше повређен пошто је био заштићен тешким чврстим конференцијским столом од храстовине.
Штауфенберг и његов саучесник, поручник Вернер фон Хефтен, су брзо изашли из добро чуване базе да би одлетели за Берлин авионом Јункерс Ju 52 који их је чекао. Штауфенберг је сазнао за свој неуспех тек у Берлину.
Док је летео, издато је наређење из Хитлеровог штаба да се обори авион у коме су били фон Штауфенберг и фон Хафтен, али је наређење завршило на столу колеге завереника, Фридриха Георга из ваздухопловне управе и није прослеђено даље.
Хитлер је емитовао поруку на државном радију и постало је јасно да преврат није успео. Кратко након тога, завереници су ухваћени у својој канцеларији, док је Штауфенберг рањен у раме.

### Разлози неуспеха
- Фон Штауфенберг је имао времена да активира само једну од две бомбе које је имао; прекинут је док је активирао експлозиве.
- Хитлер је гледао над мапом када је бомба експлодирала. Присутни официр немачке војске, потпуковник Хајнц Бранд, је покушавао да боље види мапу, а пошто му је Штауфенбергова ташна сметала и померио ју је на супротну страну ноге стола, још више заштитивши Хитлера од експлозије. (Ипак, ово је оспорено)

### Погубљење
Генерал Фридрих Фром, командант резервне армије, и сам осумњичен да је завереник и потом погубљен, је одржао импровизовани војни суд и осудио је вође завере по кратком поступку на смрт.
Штауфенберг, заједно са својим пријатељима официрима генералом Олбрихтом, поручником фон Хафтеном и пуковником фон Квирнхајмом је касније те ноћи стрељан у дворишту Бендерблока у Берлину.
Када му се приближио крај, Штауфенберг је изговорио своје последње речи: „Живела наша света Немачка!“ У покушају да смири савест због својих другова завереника, генерал Фром је дозволио официрима часну сахрану са својим одликовањима. Ипак, следећег дана, Штауфенбергово тело је ископано, узета су му одликовања и спаљен је.
Још једна важна фигура у завери је био Штауфенбергов старији брат Бертолд, коме је суђено пред народним судом судије Роланда Фрајслера 10. августа и био је један од осам завереника који су обешени у затвору Плоцензи у Берлину, касније тог дана.
Штауфенбергову жену и децу је ухапсио СС у последњим сатима Другог светског рата је требало да буду погубљени када је СС одлучио да не изврши ово наређење када је постао свестан да су британски војници на 400 m од њих.
На рачун главне улоге коју је играо у завери, Клаус фон Штауфенберг се данас слави као народни херој у Немачкој и остаје симбол немачког отпора нацистичком режиму (познат као Видерстанд).
Од краја рата Бендерблок је постао меморијал палим у антинацистичком покрету отпора. Име улице је промењено из Бендерштрасе у Штауфенбергштрасе, а Бендерблок је сад дом Меморијалног центра немачког отпора, сталне изложбе са више од 5.000 фотографија и докумената који показују на делу разне организације отпора током Хитлерове владавине. Двориште где су официри стрељани је сада место сећања са таблом подсећа на те догађаје и има бронзани споменик младог човека са симболички подигнутим рукама.

## Породица
Штауфенберг се оженио бароницом Нином вон Лерченфелд 26. новембра у Бамбергу. Имали су петоро деце: Бертолда, Хајмеран, Франца Лудвига, Валерију и Констанцу. Нина је била затворена у концентрациони логор након погубљења свог мужа. Умрла је у 92. години 2. априла 2006. близу Бамберга. Најстарији син, Бертолд, је постао генерал Бундесвера, нове армије Западне Немачке.